# 磺桑江
磺桑江，位于中国广西壮族自治区西部，是田洲河（百东河）右岸支流，发源于凌云县沙里瑶族乡八洞村的群山之中，向南流经百色市右江区龙川镇、浪塘水库，于四塘镇的那特屯（原属百兰乡）进入田阳县境，于田阳县头塘镇百沙村汇入田洲河。河长80千米，流域面积438平方千米。